# Monomorium herero
Monomorium herero är en myrart som beskrevs av Auguste-Henri Forel 1910. Monomorium herero ingår i släktet Monomorium och familjen myror. Inga underarter finns listade i Catalogue of Life.

## Bildgalleri

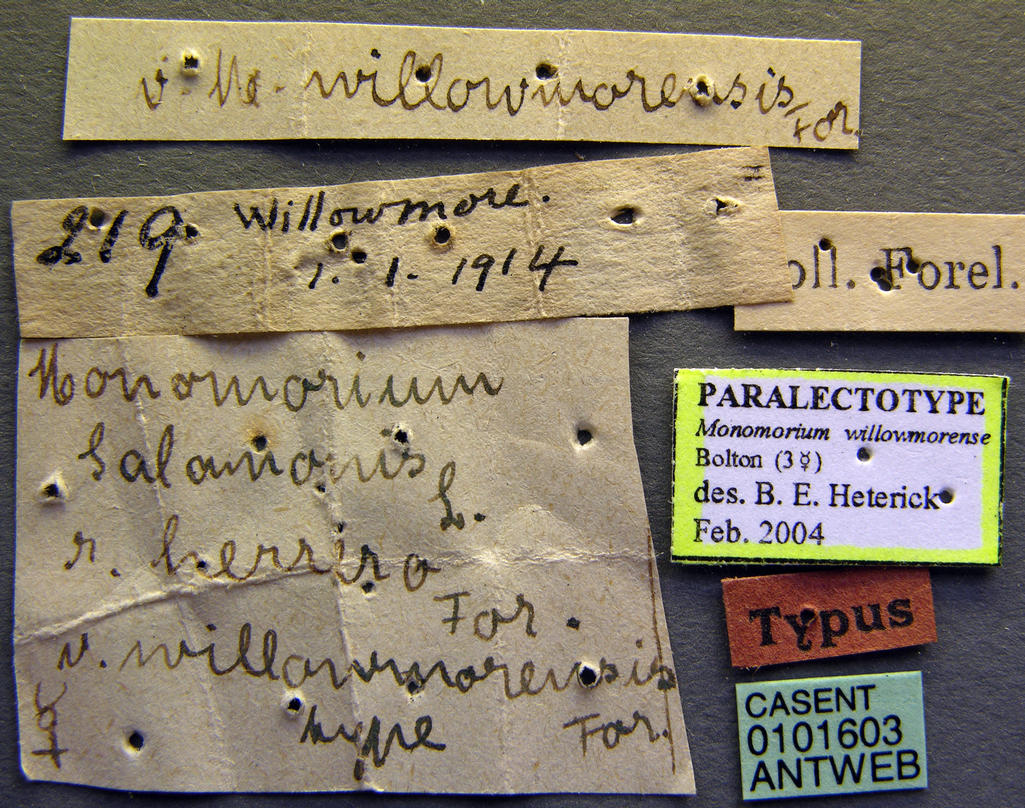
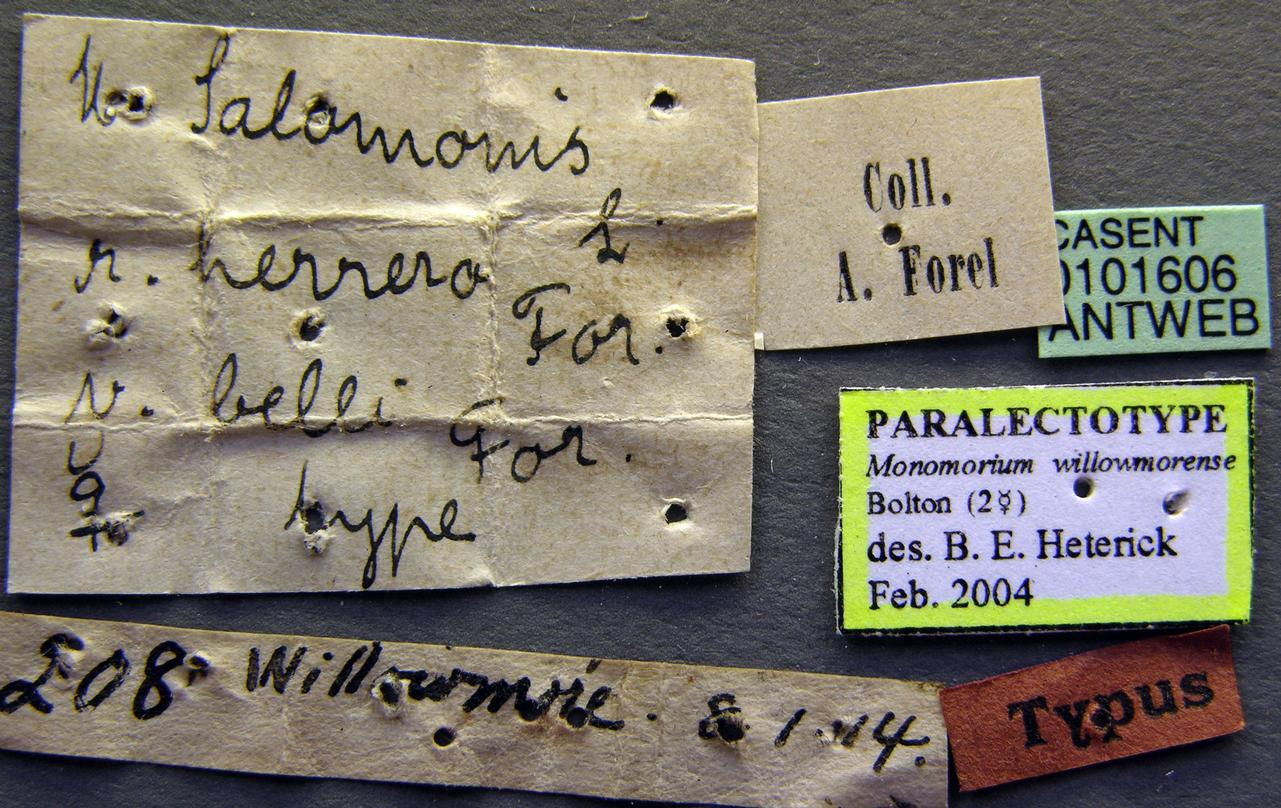
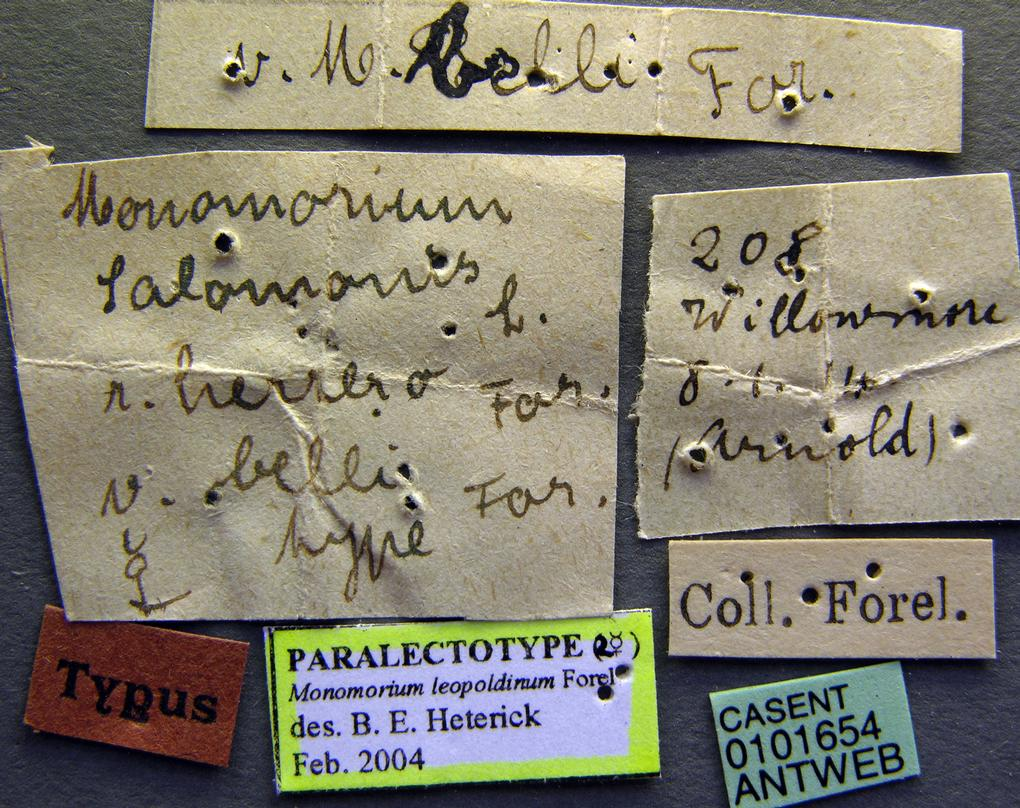
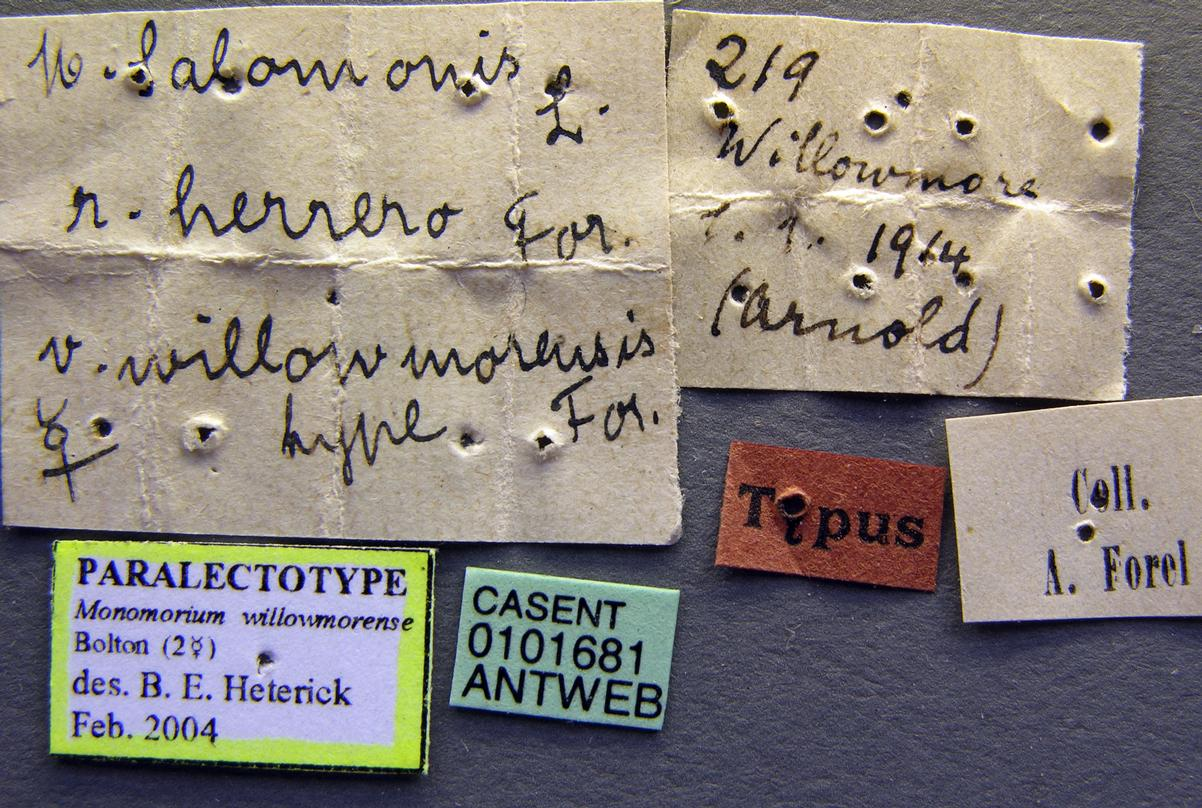
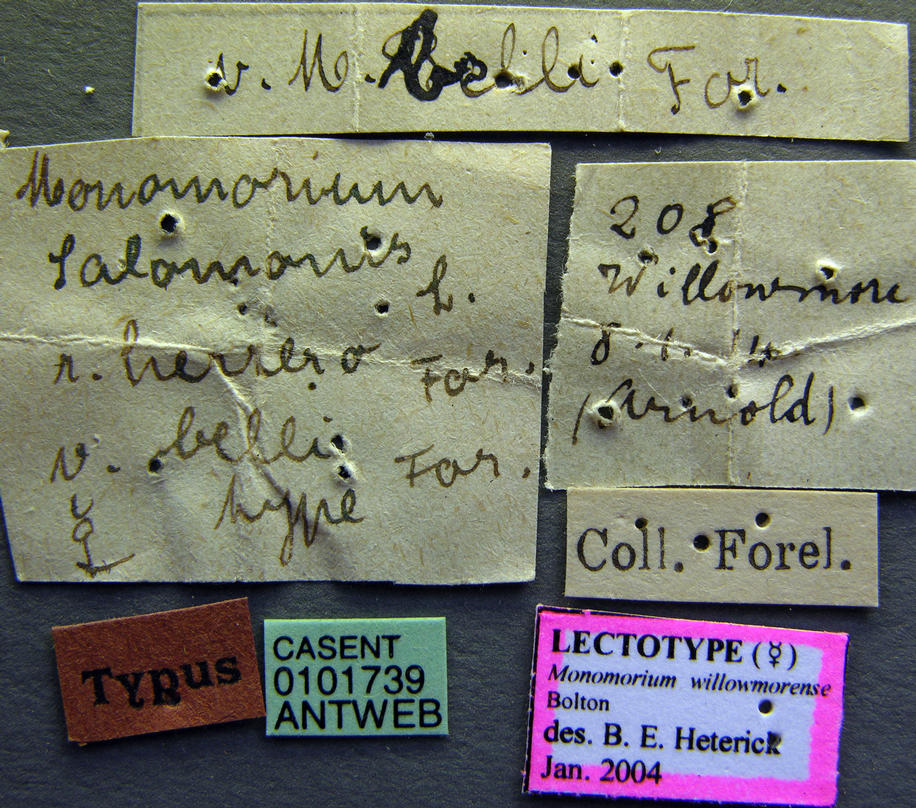